# Dichochroma muralis
Dichochroma muralis là một loài bướm đêm trong họ Crambidae.